# Francesco Francia

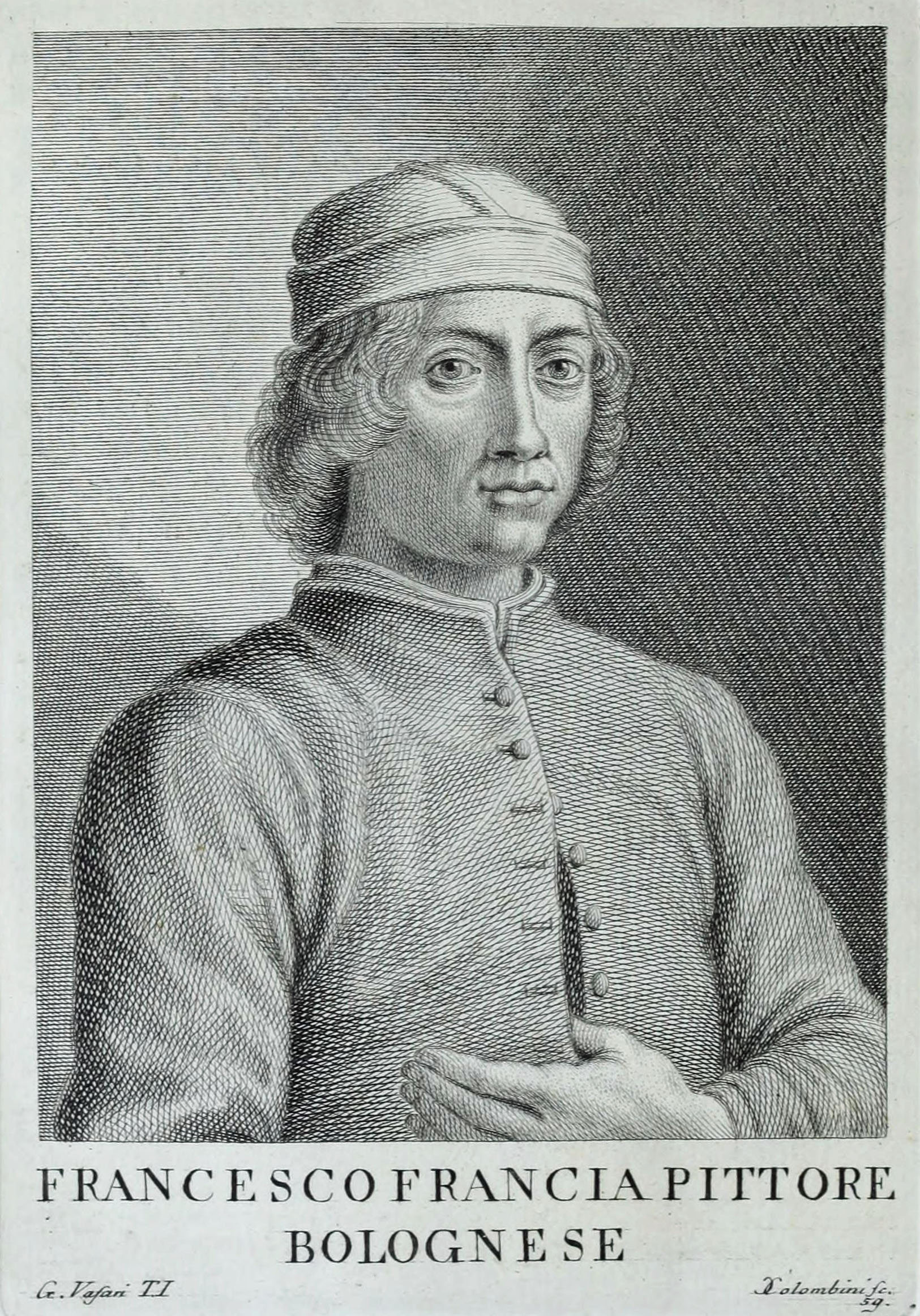
Francesco Francia

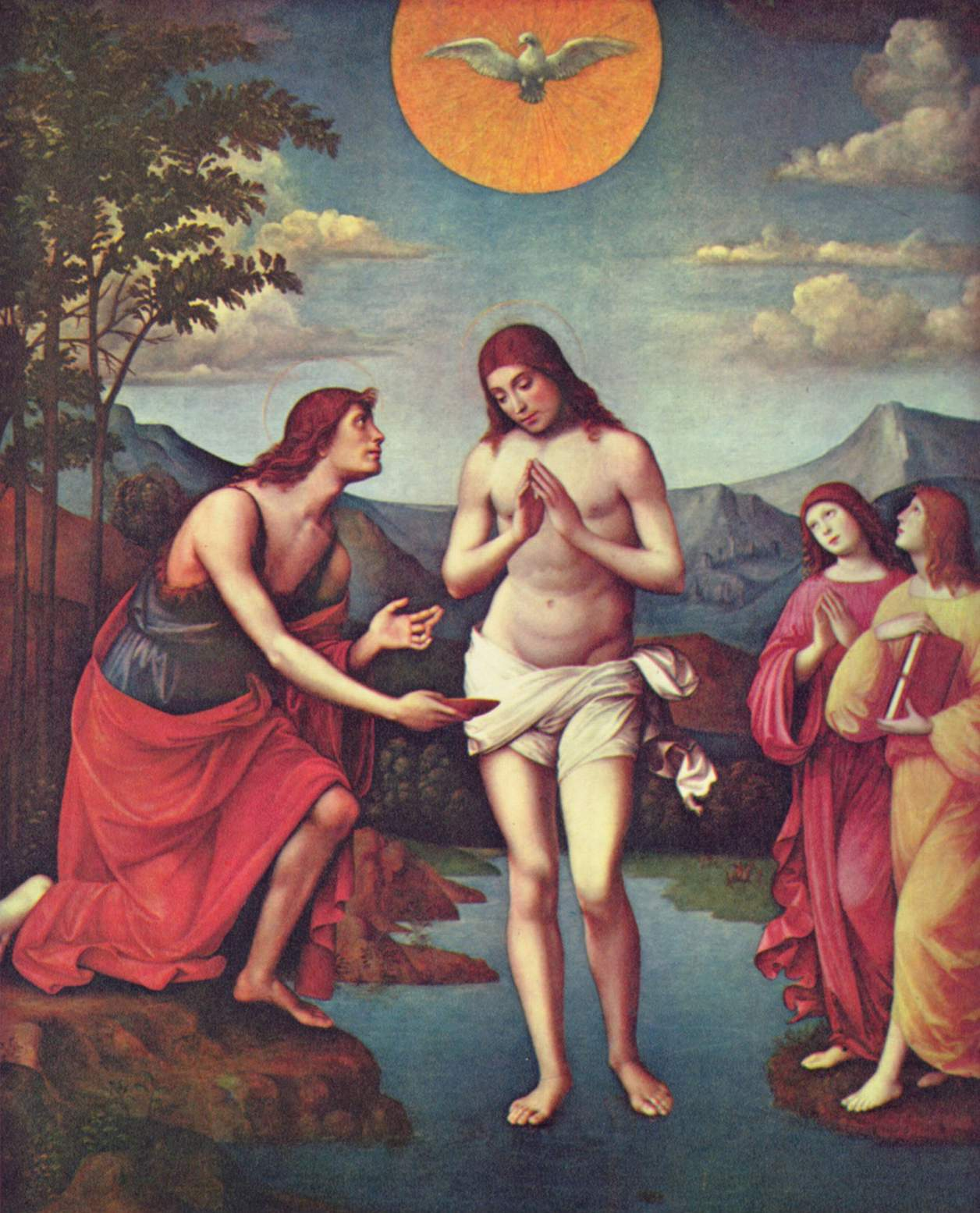
Bautismo de Cristo (1509), Gemäldegalerie Alte Meister, Dresde.

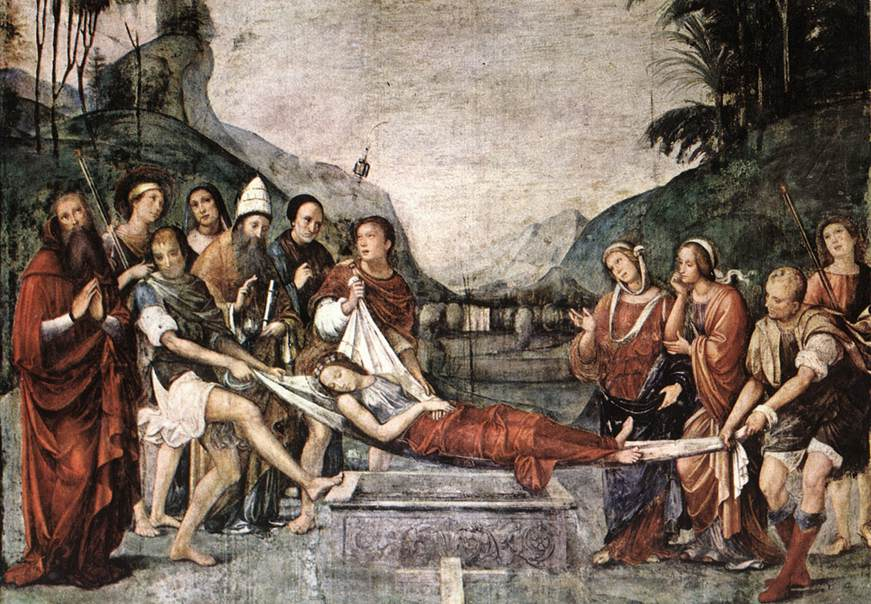
Entierro de Santa Cecilia, San Giacomo Maggiore, Bolonia.

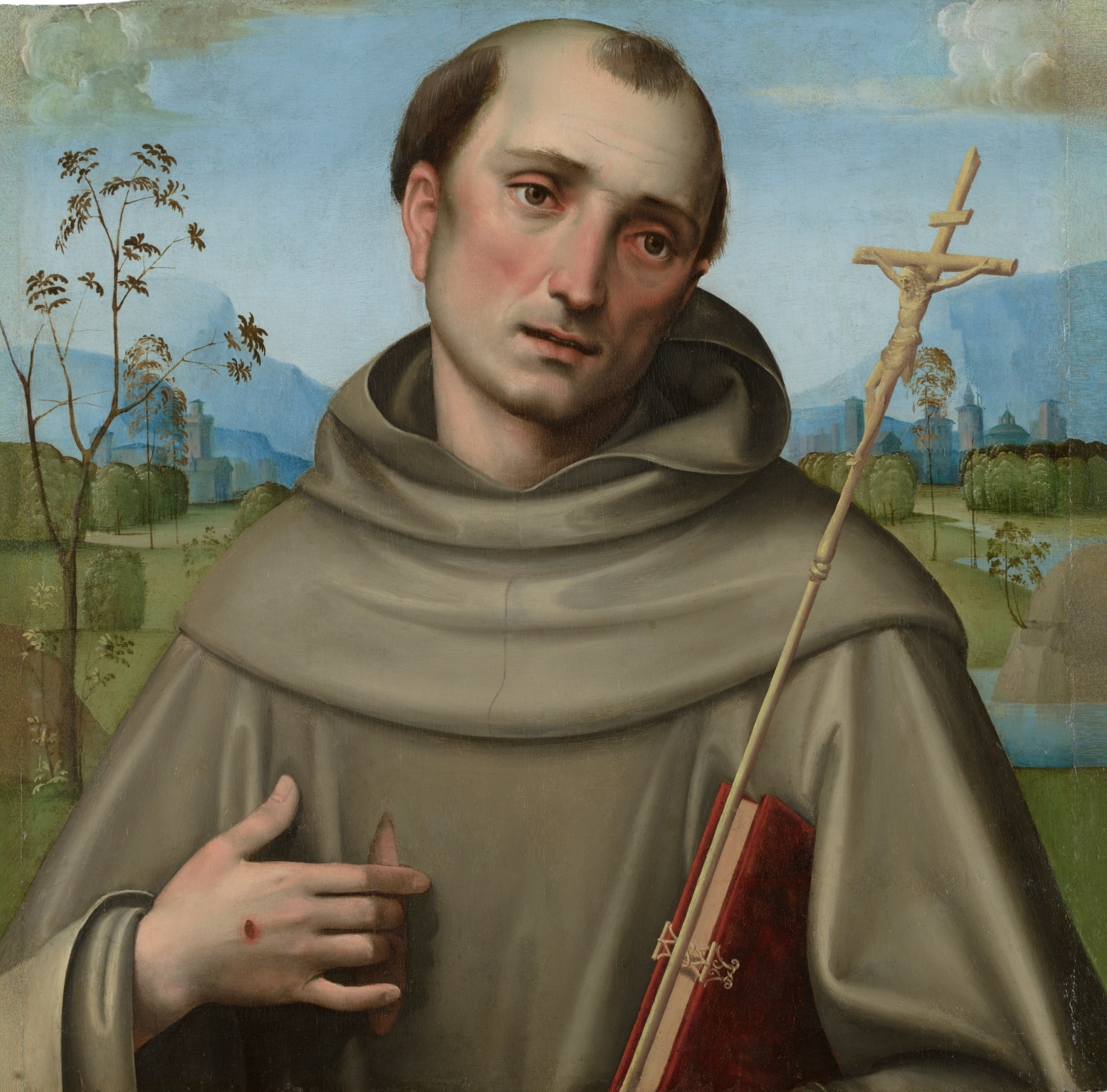
San Francisco, 1495 (c.), Museo del Prado, Madrid.

Francesco di Marco di Giacomo Raibolini (Bolonia, c. 1450-Bolonia, 5 de enero de 1517), llamado Francesco Francia, fue un pintor, orfebre y medallista italiano, activo en la ciudad de Bolonia. Siguió el estilo armonioso y un tanto dulce de Perugino, prolongándolo tardíamente, cuando Rafael ya iba imponiendo un clasicismo más moderno y atrevido.

## Carrera
Se formó en el taller de Marco Zoppo. Está documentado como pintor en 1486, aunque probablemente a estas alturas ya fuera un artista experimentado. Compartió taller con Lorenzo Costa, cuya influencia, junto a la de Ercole de'Roberti podemos detectar hasta el momento en que se estableció en Mantua (1486) como pintor de la corte ducal. A partir de entonces sufrió la influencia de los estilos del Perugino y Rafael.
Giorgio Vasari nos relata una anécdota apócrifa sobre su muerte, pues según Le Vite, Francia murió a causa de la depresión que le causó el admirar la Santa Cecilia de Rafael.
Francia fue maestro de otros artistas, como Marcantonio Raimondi o sus propios hijos, Giacomo Francia y Giulio Francia.
De él existe un cuadro firmado (San Sebastián) en una colección particular de Madrid. Por otro lado, el Museo del Prado posee un San Francisco de Asís, adquirido en 2021 y aparte guarda en sus almacenes otro cuadro, de mediana calidad, San Jerónimo, santa Margarita y san Francisco, que pudo ser pintado por los hijos de este artista, Giacomo y Giulio Francia.

## Obras destacadas
- Crucifixión (Museo del Louvre, París)
- Pala dei Menzuoli (c. 1490, Pinacoteca Nacional de Bolonia)
- Pala Felicini (c. 1490, Pinacoteca Nacional de Bolonia)
- Pala Scappi (c. 1495, Pinacoteca Nacional de Bolonia)
- Pietà (National Gallery, Londres)
- Asunción de la Virgen (San Frediano, Lucca)
- Pala Bentivoglio (1498-99, Pinacoteca Nacional de Bolonia)
- Virgen con niño (Museo Isabella Stewart Gardner, Boston)
- Retrato de Federico Gonzaga (Metropolitan Museum, New York)
- Virgen con niño (National Gallery of Art, Washington)
- San Antonio de Padua (Museo Poldi Pezzoli, Milán)
- Virgen con el niño y los santos Jerónimo y Lorenzo con ángeles músicos (Museo del Hermitage, San Petersburgo)
- Virgen con el niño y los santos Francisco, Catalina y San Juanito (1504, Kunsthistorisches Museum, Viena)
- Escenas de la Vida de Santa Cecilia, frescos (1504-06, San Giacomo Maggiore, Bolonia)
- Anunciación entre San Juan Bautista y San Jerónimo (1505-10, Pinacoteca Nacional de Bolonia)
- Visión de San Agustín (1508, Pinacoteca Nacional de Bolonia)
- Padre Eterno (1508, Pinacoteca Nacional de Bolonia)
- Virgen con niño y San Francisco (1510, Pinacoteca Nacional de Bolonia)